# Encarnació Adsuar Soldevilla
Encarnació Adsuar Soldevilla   (Vilanova i la Geltrú, 25 de desembre de 1968) és una gimnasta artística catalana, ja retirada, que va competir durant la dècada de 1980. Membre del CG Vilanova, el 1983 es proclamà Campiona d'Espanya en categoria juvenil, i participà en el Campionat del Món de gimnàstica artística. El 1984 formà part de l'equip suplent de la selecció espanyola als Jocs Olímpics de Los Angeles.